# Mémorial lyonnais du génocide arménien

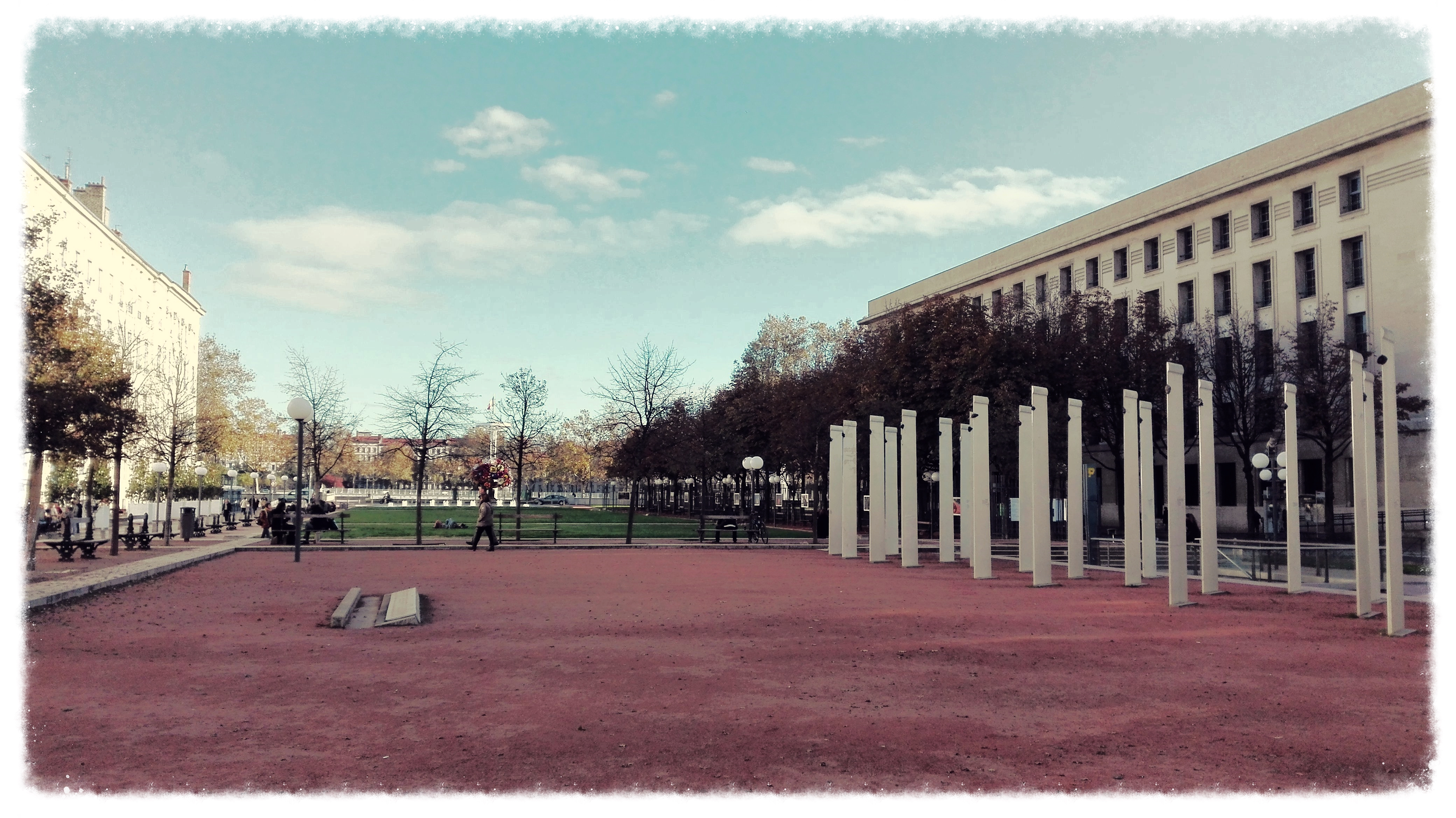
Mémorial arménien, Lyon, place Antonin Poncet

Le mémorial lyonnais du génocide arménien est un mémorial dédié au génocide arménien mais aussi aux autres génocides et crimes contre l'humanité. 
Il est situé place Antonin-Poncet dans le 2e arrondissement lyonnais, à la limite des quartiers de Bellecour et d'Ainay.

## Description

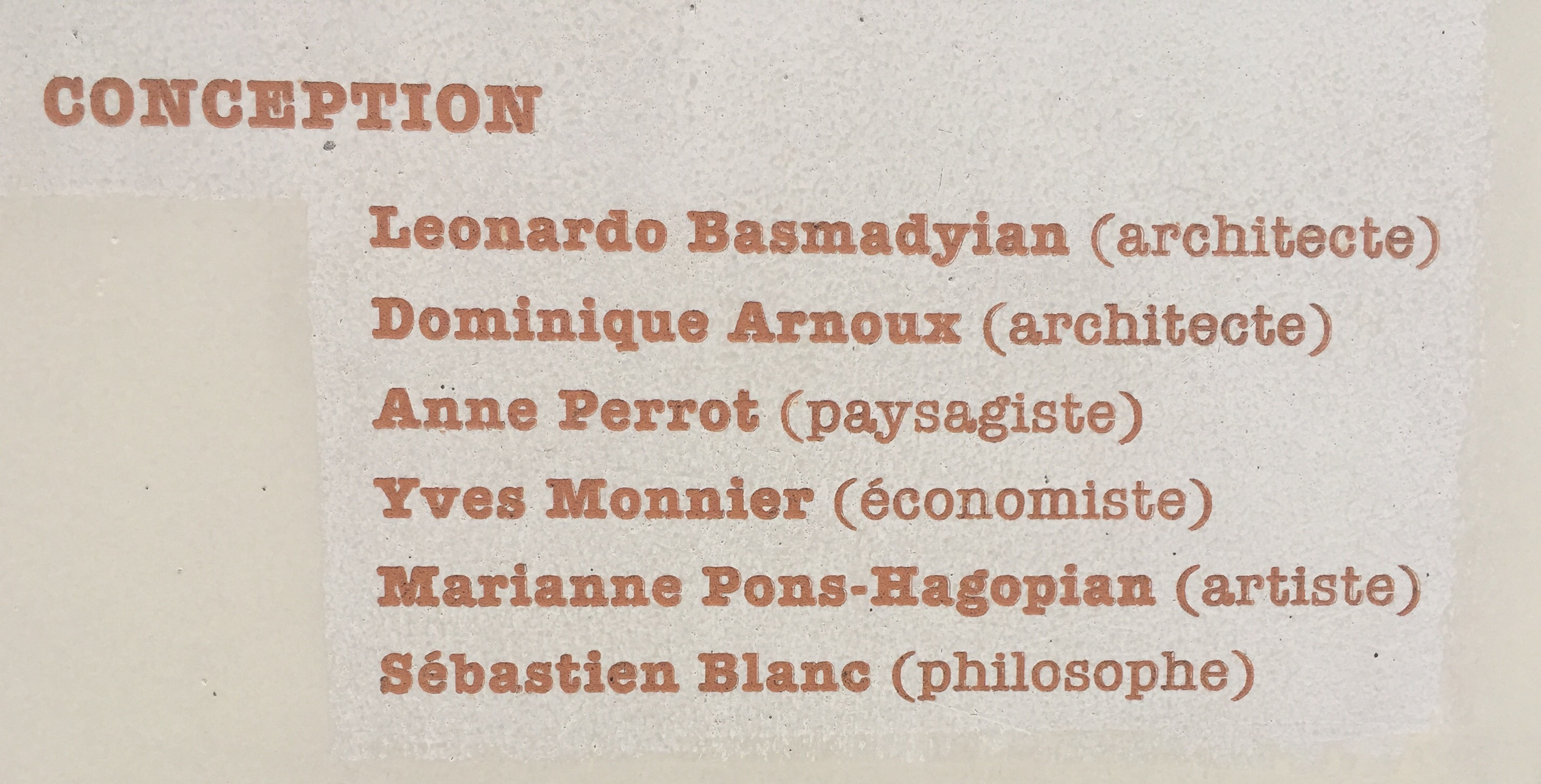
Inscription des concepteurs sur le monument lui-même.

"Conscients que nous sommes à la fois impuissants à raconter toute la complexité et l’horreur d’un génocide, et sceptiques quant à la portée d’une représentation symbolique ou d’un récit sculptural, le projet du mémorial n’expliquera pas ce qui est difficilement explicable."
Leonardo Basmadyian, architecte initiateur du projet
Conçu notamment par l'architecte Leonardo Basmadyian et Dominique Arnoux ainsi que la paysagiste Anne Perrot, il consiste en un ensemble de trente six colonnes en béton "Ductal" sur lesquelles se trouvent des pierres provenant d'Arménie et d'autres lieux comme l'isle de Ghoré, d'Ukraine, dessert de Dier-er-Zor. Sur les colonnes sont inscrits des poèmes de divers auteurs comme Gostan Zarian et René Char.

## Oppositions au projet
En 2006, des membres de la communauté turque s'opposent à la construction du mémorial, notamment en organisant une manifestation le 18 mars 2006, regroupant 3 000 personnes, durant laquelle des slogans négationnistes sont reportés.
Le 18 avril 2006, une semaine avant l'inauguration du mémorial, celui-ci est vandalisé, avec l'inscription de graffitis négationnistes.
Fin mars 2015 et à quelques semaines des cérémonies du centième anniversaire du génocide arménien, le mémorial est profané par des tags insultants. Il l'est de nouveau en mars 2020 dans le cadre de protestations anti-Macron avec des slogans anarchistes d'extrême-gauche,.

### Opposition des riverains
Par ailleurs, l'association de défense et de protection des places Bellecour et Antonin-Poncet s'est opposée à la construction du mémorial en portant l'affaire auprès du Tribunal administratif : cette action a notamment conduit à « l'annulation de l’arrêté autorisant l’édification du monument hommage au génocide arménien sur la place Antonin-Poncet » pour un vice de forme sans toutefois que sa présence ne soit finalement remise en cause,,.